# رزیتا آور
رزیتا آور (انگلیسی: Rozita Auer؛ زادهٔ ۴ اوت ۱۹۵۲) هنرپیشه، خوانندگی، رقص عربی اهل سوئد است.